# Докерамический неолит
Докерамический неолит (англ. Pre-Pottery Neolithic, PPN) — период раннего ближневосточного неолита, к которому относятся некоторые культуры Ближнего Востока, локализованные в регионе плодородного полумесяца. Их предшественником является мезолитическая натуфийская культура, с которой связана т.н. неолитическая революция.
Началом PPN считается развитие у местных культур производящего сельского хозяйства по окончании последнего ледникового периода, а конец приходится на период глобального похолодания 8,2 тысячи лет назад (6200 лет до н. э.), которое продолжалось несколько сотен лет.
Среди культур PPN различают докерамический неолит А (PPNA) и докерамический неолит Б (PPNB), которые первоначально были определены при раскопках города Иерихон, одного из древнейших в мире. Среди других построек культур докерамического неолита — древнейший храмовый комплекс Гёбекли-Тепе, поселения Невалы-Чори и Чайоню в юго-восточной Турции, город Хирокития на острове Кипр, а также ранние поселения в Фессалии (Греция) — нижние слои памятников Ахиллейон, Аргисса-Магула, Сескло и др.
Для периода PPN характерно отсутствие керамики, которая уже существовала в эту эпоху в Японии и Китае, но оставалась неизвестной в западной части Азии. Появление керамики в большей части региона совпадает с началом нового периода керамического неолита, а местами (в долине реки Иордан) существовавшие одновременно остатки докерамических культур называют докерамическим неолитом С (PPNC). Предполагается также, что часть населения культуры PPNB мигрировала на юг Ирака и в долину реки Нил, где на их основе сформировался комплекс пастушеских кочевых культур.
Особый интерес представляет Ак-Кёпрюк, памятник докерамического неолита на территории Афганистана, поскольку он находился на значительном удалении от других центров докерамического неолита в ту эпоху.